# Kanał Kopernika

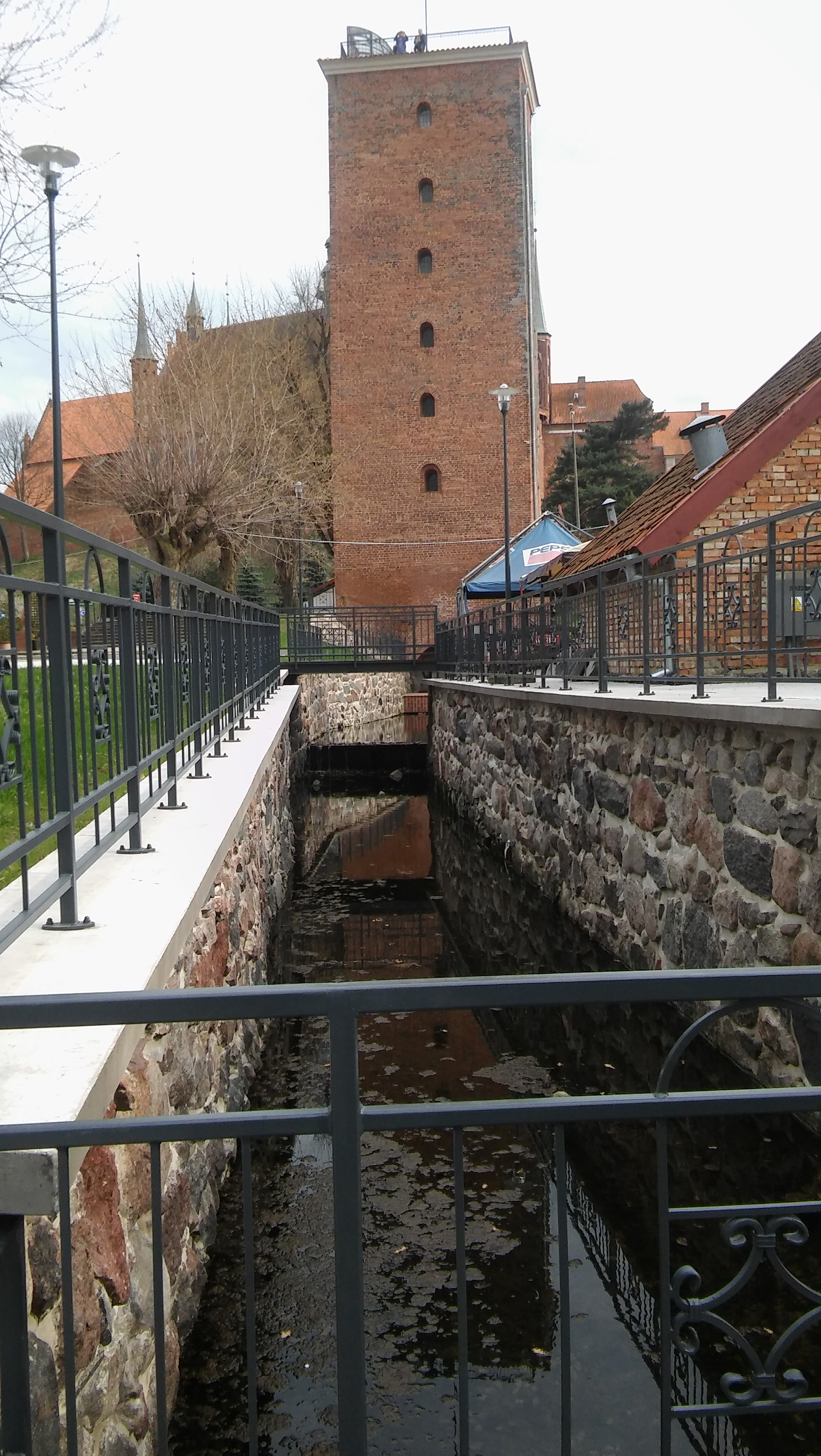
Kanał Kopernika we Fromborku po rewitalizacji w 2015, w tle wieża wodna

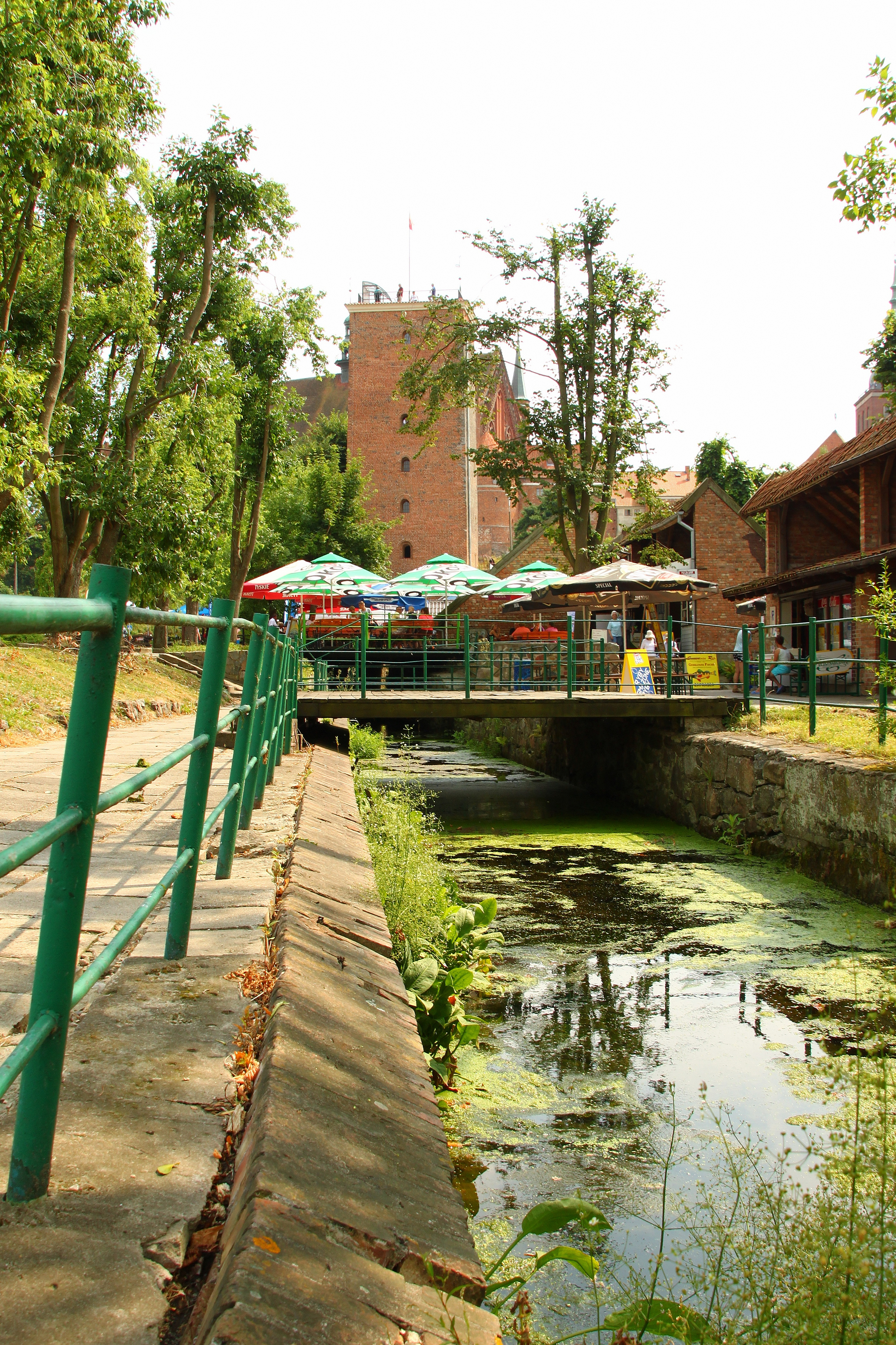
Kanał Kopernika przed rewitalizacją

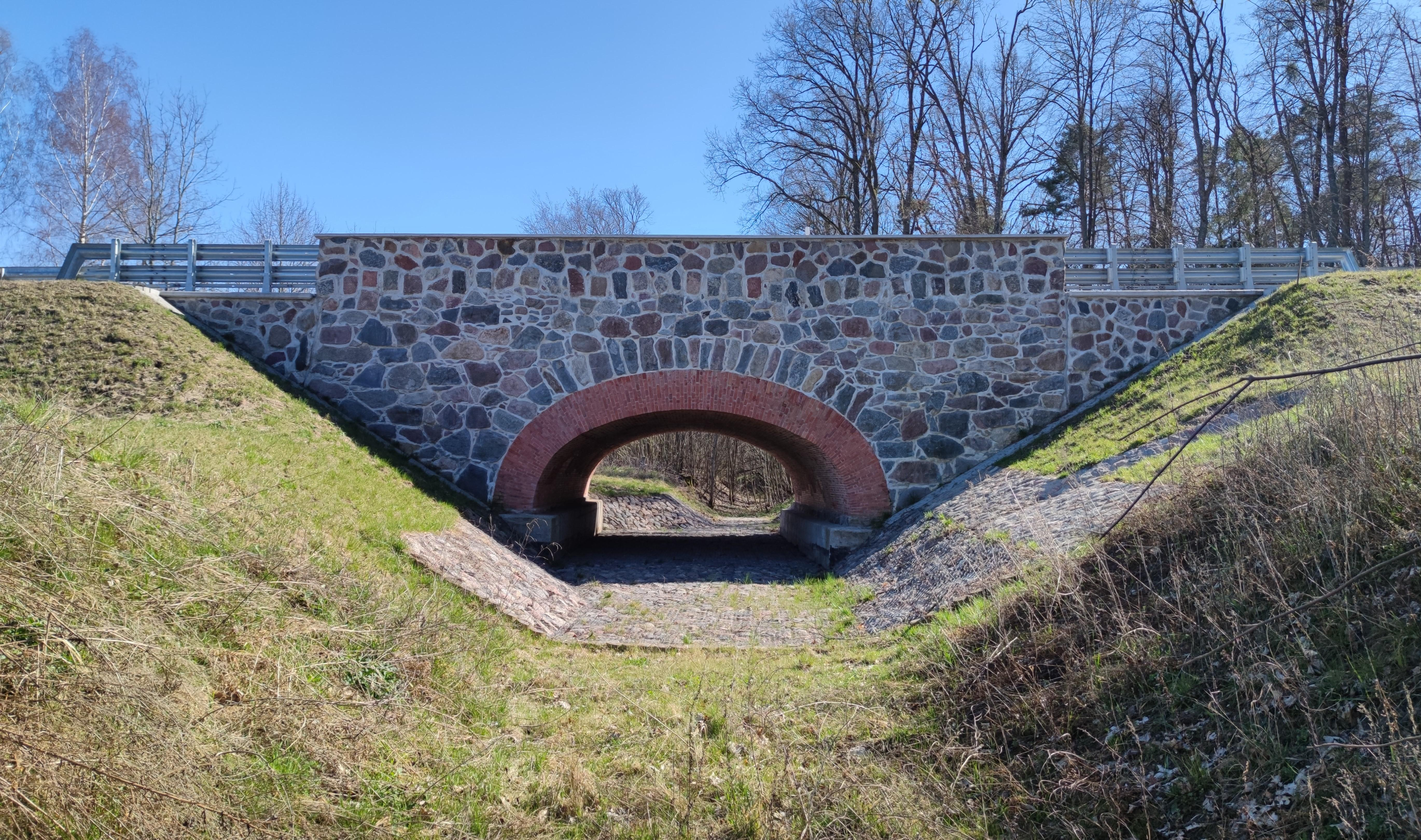
Most na kanale w ciągu drogi nr 504 po remoncie (2022)

Kanał Kopernika, Kanał Baudy (niem. Kleine Baude, polska powojenna nazwa to Strużyna) – zabytkowy (nr w rej. zabytków: 1305 z 27.06.1968), sztuczny przekop o długości ok. 5 km wykonany przed 1427 r., łączący rzekę Baudę z pobliskim miastem Frombork.
Jego celem miało być dostarczenie energii dla fromborskiego młyna i wody pitnej dla mieszkańców rozrastającego się miasta, gdyż po spaleniu w 1275 katedry w Braniewie przeniesiono tu siedzibę kapituły warmińskiej. Ponadto spełniał też rolę higieniczno-sanitarną, przeciwpowodziową i przeciwpożarową. Regulował też stan wód podskórnych; po zasypaniu części kanału ich wzrost odczuli mieszkańcy domów na tzw. dolnym tarasie, ponieważ wówczas wzrosło zawilgocenie w ich domach.
Kanał ciągnie się od tamy spiętrzającej rzekę Baudę, wzdłuż zbocza naturalnej wyżyny. Trasa Kanału – użytkowanego do 1944 roku – została zaplanowana w ten sposób, aby wykorzystać naturalny spadek terenu, który obniża się w swej drodze od Wysoczyzny Elbląskiej do Zalewu Wiślanego.
Istnienie kanału spowodowało, że Frombork stał się na pewien czas przodującym w Europie miastem w dziedzinie techniki wodociągowej. W roku 1571 w mieście wybudowano nowoczesny wodociąg ciśnieniowy. Stało się to wcześniej niż np. w Londynie, gdzie tego typu instalacja pojawiła się w roku 1582. Przed Fromborkiem w Europie był tylko niemiecki Augsburg, gdzie nowoczesny wodociąg ciśnieniowy zbudowano w roku 1548.
Twórcą nowoczesnego jak na tamte czasy dźwigu wodnego (zwanego również paternoster), napędzanego kołem wodnym i podnoszącego wodę na wysokość ponad 20 m – był Walenty Hendell, rurmistrz z Wrocławia. Znajdował się on w istniejącej do dziś, również zabytkowej, wieży wodnej. Był to zespół czerpaków przymocowanych do łańcucha, poruszanych prądem wody płynącej w kanale, który podawał wodę na szczyt wieży do rury, z której płynęła ona do zbiornika położonego na wzgórzu miejskim i rozchodziła się do odbiorców oraz zasilała studnię wewnątrz murów Wzgórza Katedralnego. Wieżę wodną wybudowano naprędce i niezbyt starannie, na istniejącej już budowli, prawdopodobnie dawnego młyna.
Kanał Kopernika na skutek działań wojennych w okresie luty-marze 1945 roku przestał funkcjonować. Po 1945 r. został zdewastowany, a urządzenia na kanale – jaz, śluzy, stawidła zostały zniszczone w latach 50. i 60. XX w. 
Dodatkowo w latach 70. – w czasie czynionych przygotowań do obchodów kopernikowskich – mimo protestów ze strony miłośników miasta zasypana została część kanału biegnąca przez miasto.
Częściowej rewitalizacji Kanał Kopernika doczekał się w 2015 roku.

## Zabytkowy charakter
Kanał Kopernika, jako najstarsza budowla hydrotechniczna w północnej Polsce, zbudowana w XIV wieku, został 27 czerwca 1968 roku wpisany do rejestru zabytków pod poz. nr w rej. zabytków: 1305. Z kanałem związane są mosty: kolejowy i drogowy, wpisane do rejestru zabytków. Do rejestru pod osobną pozycją wpisana jest także wieża wodna.